# دي براون (لاعب كرة سلة مواليد 1968)
دي براون (بالإنجليزية: Dee Brown)‏ مواليد 29 نوفمبر 1968 في جاكسونفيل، هو لاعب كرة سلة أمريكي معتزل تحول إلى التدريب بعد الاعتزال بدأ مسيرته الاحترافية في سنة 1990. تم اختياره من قبل فريق بوسطن سيلتكس خلال الدرافت. يبلغ طوله 6 قدم 1 بوصة (1.9 م). اعتزل اللعب في 2002.

## المسيرة الاحترافية
لعب مع بوسطن سيلتكس من سنة 1990 إلى 1998، ثم لعب مع تورونتو رابتورز من سنة 1997 إلى 2000، ثم لعب مع أورلاندو ماجيك من سنة 2000 إلى 2002.

## روابط خارجية
- دي براون على موقع إن بي أي (الإنجليزية)
- دي براون على موقع سبورتس رفرنس (الإنجليزية)
- دي براون على موقع كرة السلة الأوروبية.كوم (الإنجليزية)
- دي براون على موقع كلية كرة السلة في سبورتس رفرنس.كوم (الإنجليزية)
- دي براون على موقع ريلجم (الإنجليزية)
- دي براون على موقع بروبوليرز (الإنجليزية)
- دي براون على موقع سبورتس رفرنس (الإنجليزية)
- دي براون على موقع سبورتس رفرنس (الإنجليزية)